# 一氢化氮
一氢化氮是化学式为NH的无机化合物。像其他简单的自由基一样，它具有高反应性，因此寿命很短，是稀有的气体。它的行为取决于其自旋多重性，即拥有三重态与单重态的基态 。

## 生产和性质
一氢化氮可以通过氨气氛中放电产生。 
一氢化氮具有强的自旋分裂和弱的自旋-自旋相互作用，因此它不太可能经历碰撞诱导的塞曼效应。 可以使用分子束中的缓冲气体负载来磁捕获基态一氢化氮。 
第一激发态（a1Δ）具有长的寿命，因为其跃迁到基态（X 3Σ-）的自旋禁阻。 一氢化氮经历了碰撞诱导的系间窜越 。 

## 反应性
忽略氢原子，NH与卡宾（CH2 ）和氧原子（O）是等电子体 ，并且具有可比的反应活性。 可以通过激光诱导荧光 （LIF）检测第一激发态。  LIF方法可检测NH的消耗，产生和化学产物。其与一氧化氮 （NO）反应：
NH + NO→N2 + ·OH
NH + NO→N2O + ·H
相比焓变ΔHᶱ为−147±2 kJ/mol的后者，前者反应ΔHᶱ为−408±2 kJ/mol，是更有利的。

## 命名
俗名nitrene是首选IUPAC名称。 系统名称λ1-azane 和有效IUPAC名称hydridonitrogen，分别根据替代和附加命名法构建。 
在适当的上下文中，根据取代的命名法，一氢化氮可以视为去除了两个氢原子的氨，因此， azylidene可以用作上下文特定的系统名称。 默认情况下，该名称不考虑一氢化氮分子的自由基。 尽管在更具体的上下文中，它也可以命名为非自由基状态，而双自由基状态称为azanediyl 。

## 天体化学
从3358Å附近NH A3Π→X3Σ (0,0)吸收带的高分辨高信噪比谱中，我们在向卷舌四和HD 27778方向的漫射云中发现了星际NH。温度约为30K（-243°C），有利于扩散云中的NH有效地生成CN。   

### 与天体化学有关的反应
| 反应                    | 速率常数    | 速率/[H2]2 |
| ----------------------- | ----------- | ---------- |
| N + H− → NH + e−        | 1×10−9      | 3.5×10−18  |
| NH2 + O → NH + OH       | 2.546×10−13 | 1.4×10−13  |
| NH+ 2 + e− → NH + H     | 3.976×10−7  | 2.19×10−21 |
| NH+ 3 + e− → NH + H + H | 8.49×10−7   | 2.89×10−19 |
| NH + N → N2 + H         | 4.98×10−11  | 4.36×10−16 |
| NH + O → OH + N         | 1.16×10−11  | 1.54×10−14 |
| NH + C+ → CN+ + H       | 7.8×10−10   | 4.9×10−19  |
| NH + H3+ → NH+ 2 + H2   | 1.3×10−9    | 3.18×10−19 |
| NH + H+ → NH+ + H       | 2.1×10−9    | 4.05×10−20 |

在漫射云中，H-+N→NH+e-是主要的形成机制。接近化学平衡的重要NH形成机理是NH+
2和NH+
3离子与电子的重组。 根据漫射云中的辐射场，NH2也有贡献。 
NH在漫射云中被光解和光致游離破坏。 在稠密分子云中，NH被与原子氧和氮的反应所破坏。O+和N+在弥漫云中形成OH和NH。NH参与生成N2，OH，H，CN+，CH，N，NH2+，NH+，作为星际介质。 
据报道，NH在弥漫的星际介质中存在，但在稠密的分子云中却没有。 检测NH的目的通常是为了更好地估计NH的旋转常数和振动能级。  还需要确定理论数据用以来预测产生N和NH的恒星以及其他残留有痕量N和NH的恒星中的N和NH丰度。使用NH以及OH和CH的旋转常数和振动的电流值可以研究碳，氮和氧的丰度，而无需借助3D模型气氛进行全光谱合成。 